# Els Molins (la Cabanassa)

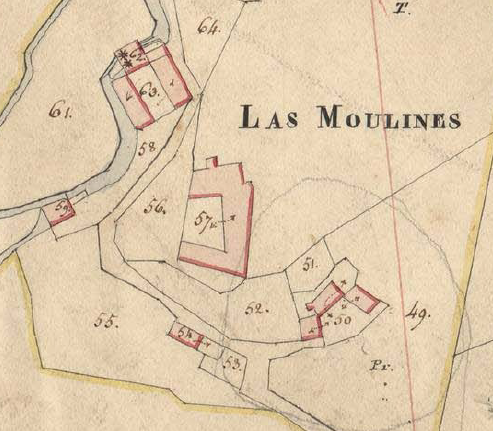
Els Molins en el Cadastre napoleònic del 1812 (Arxius Departamentals dels Pirineus Orientals)

Els Molins, o Les Molines, és un poble del terme comunal de la Cabanassa, a la comarca del Conflent, de la Catalunya del Nord.
És al nord-est de la Cabanassa, a prop al sud de les muralles de Montlluís. És a ran del Canal dels Molins, construït el 1686 pel Marquès de Durban, a partir del qual es generà el veïnat.